# Publi Corneli Escipió Africà Emilià
Publi Corneli Escipió Africà Emilià (llatí: Publius Cornelius P. f. P. n. Scipio Africanus Aemilianus), nascut l'any 185 aC i mort el 129 aC, va ser un militar i magistrat romà. Era fill de Luci Emili Paule Macedònic, el conqueridor de Macedònia, però va ser adoptat pel seu cosí germà Publi Corneli Escipió, que no tenia fills. El seu pare adoptiu era fill de l'antic procònsol de la Hispània Citerior, Escipió Africà, i d'Emília Tèrcia, germana d'Emili Paule Macedònic. Amb aquesta adopció, per tant, va passar de formar part de la gens Emília a ser un nou membre de la gens Cornèlia, i és conegut habitualment com a Escipió Emilià, o també com a Escipió l'Africà el Menor, en referència al seu avi.

## Joventut
Va estudiar a Grècia on va acompanyar al seu pare biològic quan tenia disset anys, i va lluitar en la batalla de Pidna (168 aC). Segurament a Grècia va conèixer l'historiador Polibi i el 167 aC quan el grec va ser enviat com a ostatge a Roma, Emilià li va donar la protecció de la seva poderosa família i es va convertir en el seu mecenes. Van ser amics durant tota la seva vida. Polibi el va dirigir en els seus estudis literaris, i li va donar a conèixer la refinada cultura grega. L'historiador el va acompanyar en totes les seves campanyes. Emilià, enmig de les seves activitats militars, no va perdre l'oportunitat d'ampliar el seu coneixement de la literatura i la filosofia gregues, gràcies a les relacions constants amb el seu amic. Més endavant va ser deixeble del filòsof Paneci. No va descuidar la literatura i la cultura del seu propi país. Va cultivar l'amistat amb Terenci i Lucili, i Gai Leli Sapient va ser un dels seus millors amics.
Va començar a destacar l'any 151 aC. En aquest any, després de diversos desastres a Hispània, quan els cònsols van començar a reclutar tropes, no es van presentar voluntaris. Llavors Emilià es va oferir voluntari per servir en el lloc que els cònsols consideressin convenient. El van nomenar tribú militar i va acompanyar al cònsol Lucul·le a Hispània on es va distingir pel seu coratge. Va matar a un cap hispà «de dimensions gegantines» en combat singular. En una altra ocasió va ser el primer en escalar les muralles en la conquesta de la ciutat d'Intercàcia. Tot això li va fer guanyar l'admiració dels enemics i la dels seus companys, i la seva integritat el van fer molt estimat per l'exèrcit. L'any 150 aC Lucul·le el va enviar a Àfrica per obtenir de Masinissa I alguns elefants, i el rei númida el va rebre molt bé, per mor del seu nom, atès que havia conegut el seu avi, Escipió l'Africà el Major. El rei estava en guerra amb Cartago, i va demanar a Escipió Emilià que fes de mediador, però el romà no va aconseguir res. Escipió va tornar a Hispània amb alguns elefants que el rei li va prestar.
Quan va esclatar la Tercera Guerra Púnica l'any 149 aC, Escipió va tornar a Àfrica encara com a tribú militar. Escipió va guanyar encara més prestigi, i per la seva habilitat va compensar els errors del cònsol Manili. Tenia la confiança tant de Masinissa com de les tropes romanes i per la seva integritat i fidelitat a la paraula donada va obtenir el respecte dels seus enemics. L'any següent Luci Calpurni Pisó va agafar el comandament de l'exèrcit romà i Escipió va tornar a Roma, però tenia l'opinió tant a favor seu que el senat li va encarregar la direcció de la guerra. Fins i tot el vell Cató Salonià, més propens a criticar que a elogiar, va estar a favor, sobretot després de la manca d'èxits de Pisó.
L'any 147 aC va ser candidat a edil, però per les seves aptituds militars, va ser escollit cònsol només amb 37 anys, sense tenir encara l'edat legal i sense haver estat abans pretor. El senat li va assignar la província d'Àfrica, cap a la que es va dirigir. L'acompanyava el seu amic Polibi. Apià descriu la campanya que va acabar amb el setge i la destrucció de Cartago a la primavera de l'any 146 aC, tot i que els seus habitants es van defensar carrer per carrer i casa per casa. La destrucció i la mort dels defensors per part dels romans va durar dies. Després de completar els acords amb diversos reis del país, Àfrica es va convertir en província romana. Escipió Emilià va retornar a Roma on va celebrar un triomf esplèndid i el malnom d'Africà que havia rebut per herència li va ser donat per dret propi.
L'any 142 aC va ser censor amb Luci Mummi. Es va caracteritzar per la seva severitat en la repressió de la immoralitat i el luxe, però els seus intents van ser boicotejats pel seu col·lega, que vivia amb molt de luxe i era en aquest sentit més indulgent. Els censors aquell any van celebrar el lustrum, on Escipió va fer un important discurs.
L'any 139 aC va ser acusat (segons es creu de majestas) per Tiberi Claudi Asel, tribú de la plebs que Escipió Emilià, quan era censor, havia reduït a la condició d'erari, però va ser absolt, i el discurs que va fer en defensa seva, va ser cèlebre, i tingut en gran estima en èpoques posteriors. Per aquest temps també va dirigir una ambaixada a Egipte i Àsia, missió a la que només es va emportar cinc esclaus per donar exemple de combatre el luxe.

## Guerra de Numància
Va ser nomenat cònsol, tot i estar absent, per l'any 134 aC junt amb Gai Fulvi Flac i se li va assignar la província d'Hispània on els exèrcits romans anaven de desastre en desastre. En arribar a la zona davant la indisciplina de l'exèrcit, va defugir el combat, llevat d'escaramusses menors. Després d'haver aconseguit disciplinar de nou l'exèrcit, va posar setge a la ciutat de Numància, que va ser defensada aferrissadament pels seus habitants. Falta d'aliments, la ciutat va haver de capitular l'any següent sense condicions. Alguns van preferir la mort i altres es van lliurar i van acabar venuts com esclaus l'any 133 aC. Cinquanta dels seus habitants van adornar el triomf d'Emilià i la resta van ser venuts com a esclaus. Els romans van arrasar la ciutat. Emilià va rebre el renom de Numantí, a més del d'Africà. En aquest any Roma va estar convulsa per les mesures del tribú Tiberi Semproni Grac, que va acabar amb el seu assassinat. Emilià, casat amb Semprònia, la germana dels Gracs, no simpatitzava amb les seves reformes i no va demostrar pena per la seva mort.

## Retorn a Roma
Emilià no va tornar a Roma fins al 132 aC. La seva aprovació de la mort de Grac (va dir que va ser assassinat justament) el va allunyar del poble. La plebs, que probablement havia esperat una resposta diferent del seu general que a més era cunyat del seu defensor màrtir, va expressar en veu alta la seva desaprovació i des d'aquest moment Escipió va perdre molta de la seva influència sobre ells. El seu nom encara tenia un prestigi que no es podia oblidar fàcilment, i va ser principalment per la seva influència i autoritat que el partit aristocràtic va poder derrotar el projecte de llei que va presentar el tribú Papiri Carbó, que proposava que els tribuns poguessin ser elegits tantes vegades com els comicis ho decidissin. Escipió Emilià va ser considerat el cap de l'aristocràcia (els optimates) i va imposar mesures que tenien com a conseqüència la virtual derogació de la llei agrària de Tiberi Grac. Al Fòrum, Papiri Carbó el va acusar d'enemic del poble, i d'haver-se alegrat de la mort de Grac. El poble va començar a mostrar-li oberta hostilitat i es van sentir crits de «fora el tirà» (129 aC). A la nit del dia que va passar això, Escipió Emilià es va retirar a la seva cambra per preparar un discurs per a l'endemà i al matí va ser trobat mort. Van circular diversos rumors sobre la seva mort, però la majoria creia que va ser assassinat. Alguns van pensar que va morir d'una mort natural, i uns altres que va acabar amb la seva pròpia vida, desesperant de què la proposta que havia de portar l'endemà a l'assemblea pogués sortir endavant. Però no es va investigar la causa de la seva mort, i això afavoria l'opinió popular de que va ser assassinat. La sospita va caure sobre diverses persones: la seva dona Semprònia i la seva mare, Cornèlia Escipiona, van ser sospitoses. També ho van ser Papiri Carbó, Fulvi i Gai Semproni Grac. Ciceró va assenyalar com a culpable Gai Papiri Carbó.